# 호반새
호반새(湖畔-, 학명: Halcyon coromanda 할퀴온 코로만다[*])는 파랑새목 물총새과의 한 종으로, 한국에서는 여름철새이다. 몸은 대체로 붉은 주황색을 띠고, 길고 두꺼운 붉은색 부리가 있다.
물총새과에 속하며 학명은 Halcyon coromanda이다. 날개길이 12cm, 부리 5.5cm 가량이고 온몸이 적갈색으로, 등은 보랏빛 광택이 도는 적갈색이고, 부리는 선홍색이다. '비르르 비르르' 하고 운다. 산·개울가·호수·밀림 등지에 서식하며, 6-7월경 숲 속의 나무 구멍, 벼랑의 동굴 속, 흙벽이나 썩은 나무 기둥에 구멍을 파고 그 속에 둥지를 튼다. 5-6개의 알을 낳으며, 알은 둥글고 순백색으로 얼룩무늬가 없다. 개구리·작은 물고기·곤충·갑각류 등을 먹는데, 계곡이나 냇가에서 잡은 먹이를 나뭇가지에 부딪혀서 죽인 뒤 먹는다.
한반도 남부·인도·중국 동북지방·말레이시아·필리핀까지 번식한다. 한반도에는 드물게 도래하는 여름철새이다.